# Westlake Brothers Souvenir
 (février 2013).
Si vous disposez d'ouvrages ou d'articles de référence ou si vous connaissez des sites web de qualité traitant du thème abordé ici, merci de compléter l'article en donnant les références utiles à sa vérifiabilité et en les liant à la section « Notes et références ».

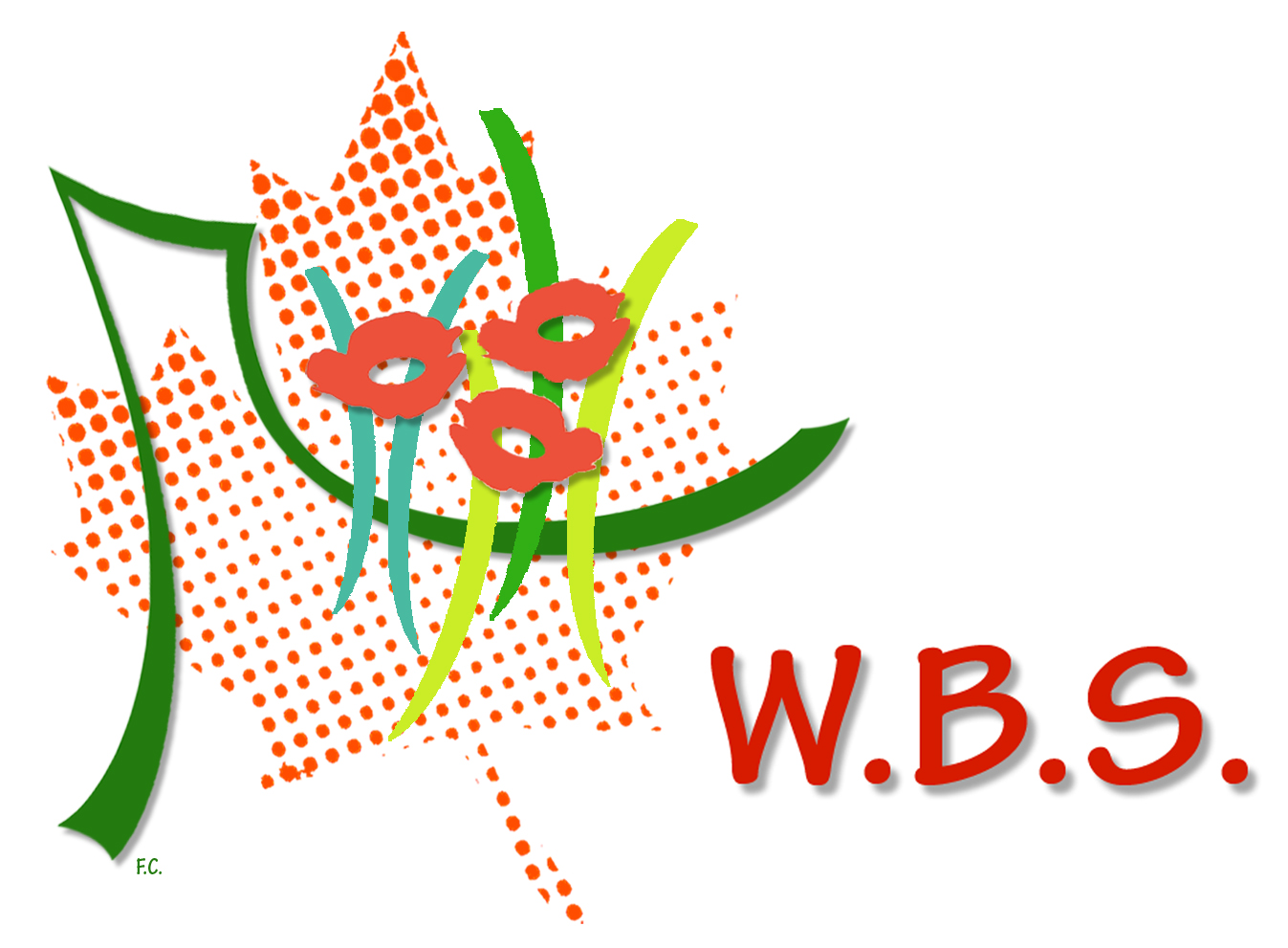

Westlake Brothers Souvenir est une association française, créée en 2006 dans le but de promouvoir auprès de la jeunesse le souvenir de l'action des soldats canadiens lors de la bataille de Normandie, pendant la Seconde Guerre mondiale. En partenariat avec les établissements scolaires du Calvados, elle organise entre 20 et 30 commémorations par an, en France, en Europe et au Canada.

## Création
En mai-juin 2004, à l'occasion des cérémonies du 60e anniversaire du Débarquement, un groupe d'enseignants et d'élèves du lycée caennais Victor-Lépine travaille sur le devoir de mémoire, à partir de l'exemple des frères Westlake. Le 7 juin 1944, lors de l’offensive sur Authie, au nord de Caen, George Westlake, soldat canadien des North Nova Scotia perdait la vie à l’ombre des pommiers d’un petit verger. Le 11 juin 1944, à quelques kilomètres de là, au Mesnil-Patry, ses frères, Tommy et Albert Westlake, soldats des Queen's Own Rifles of Canada, tombaient à leur tour.
Dès 2005, à l'intérieur même du lycée, était inauguré un « espace Westlake », devant lequel une cérémonie de commémoration est organisée chaque année. En novembre 2006, au retour d'un voyage commémoratif au Canada, l'association Westlake Brothers Souvenir et créée et ses statuts sont déposés le 17 décembre 2006. Domiciliée à Caen, Normandie, elle a pour objectif :
- de concourir à la transmission de la Mémoire, par la l’organisation et l’animation d’activités visant à maintenir un souvenir vivant du passé et de l'Histoire franco-canadienne récente et ancienne.
- d’organiser et de promouvoir les initiatives et les projets pédagogiques, l’accueil et l’encadrement des jeunes, des scolaires, et du personnel enseignant et non enseignant de l'Éducation Nationale.
- d’encadrer ou de réaliser des manifestations à caractère historique ou mémoriel ou pédagogique dans le cadre de projets locaux, départementaux, régionaux, nationaux et internationaux, seule ou bien en lien avec d’autres institutions ou associations.
- de construire l‘avenir, réveiller les consciences sur l’impérieuse nécessité de rester tous vigilants, afin de préserver le précieux et parfois fragile héritage politique et social né du sacrifice de Canadiens et de Canadiennes venus pour libérer, lors du dernier conflit mondial, d’abord la France, puis l'Europe, par l’organisation et l’animation de projets visant à former les citoyens de demain ou d’informer ceux d’aujourd’hui sur leurs devoirs et leurs droits.

## Fonctionnement
Cette association est unique en son genre parce que la promotion du Devoir de Mémoire que l'on doit aux soldats Canadiens est tournée de manière exclusive vers la jeunesse qui, non contente d’y être sensibilisée, se l’approprie entièrement et en prend ensuite la complète responsabilité, sous la forme de commémorations et autres cérémonies et/ou événements commémoratifs qu’elle prend entièrement en charge, dans des villages, des villes, devant des stèles, des Monuments ou encore à l’intérieur même d’un établissement scolaire à l’origine de cette aventure humaine : le lycée Victor-Lépine de Caen.
Ainsi depuis novembre 2006, les jeunes (de 10 à 23 ans) de l’association Westlake Brothers Souvenir s’approprient ce Devoir de Mémoire et expriment leur reconnaissance au travers de cérémonies et d’événement commémoratifs qu’ils prennent intégralement en charge : maîtres de cérémonies, lecteurs et créateurs des discours (parfois bilingues), ils déposent leurs gerbes, chantent les hymnes, mettent en scène eux-mêmes ces événements qu’ils mènent à leur terme sans l’intervention d’élus ou d’adultes… 
Plus même, ces jeunes vont à la rencontre de plus jeunes encore, avec qui ils travaillent et réfléchissent et à qui finalement ils permettent d’organiser eux-mêmes leur propre cérémonies.

## Justification
Faire la promotion du Devoir de mémoire, c’est bien évidemment rendre un nécessaire hommage à ceux et celles qui ont sacrifié leur jeunesse et parfois bien plus encore sur nos plages et dans nos campagnes.
Mais faire la promotion du Devoir de mémoire, c’est également l’occasion de réfléchir et de s'interroger sur ses pratiques collectives et ses comportements individuels.
C’est donc éveiller l'esprit, réveiller les consciences sur l’impérieuse nécessité de rester tous vigilants, citoyens d’aujourd’hui ou de demain, afin de préserver le précieux et parfois fragile héritage politique et social né du sacrifice d’hommes et de femmes qui ont traversé l’océan il y a tant d'années pour libérer d’abord un pays, puis un continent qui n’étaient pas les leurs.
C’est aussi prendre le temps de regarder en soi et de s’interroger : est-on jamais digne qu’un homme ou une femme donne sa vie pour nous permettre de vivre la nôtre ?
Se poser cette question doit donner à son existence un sens plus profond et une responsabilité supplémentaire ; le souvenir de tous ces sacrifices devient, non plus seulement le nécessaire Mémorial d’une épopée, mais l’opportunité d’avancer et de se construire un avenir conforme à l’esprit de tous ces soldats Canadiens qui sont venus de si loin et qui, pour 5000 d’entre eux, dorment à jamais dans les cimetières militaires canadiens de Dieppe, Bény-Reviers et de Cintheaux, Normandie, FRANCE.
Voilà l'ambition de l'association Westlake Brothers Souvenir : se souvenir pour mieux construire.

## Rayonnement géographique
Des commémorations ont été, sont, seront organisées : 
- au Canada
- aux Pays-Bas
- en Allemagne
- en Grande-Bretagne
- en France

## Événements organisés depuis sa création
- Programme 2012

3 mars 2012 : cérémonie d’hommage aux alliés devant le Guilhall Cenotaph de Portsmouth, ANGLETERRE, prise en charge par les jeunes de l’association Westlake Brothers Souvenir.
27 avril 2012 : cérémonie d’hommage à George Westlake, devant le Monument canadien d’Authie, Normandie, FRANCE, prise en charge par les jeunes de l’association Westlake Brothers Souvenir. C’est le prélude de la Marche des Frères Westlake des 28 et 29 avril 2012.
28-29 avril 2012 : Marche des Frères Westlake, du Mesnil-Patry, au Cimetière de Bény-Reviers, via Norrey en Bessin, Bretteville L’Orgueilleuse, Thaon, Basly, Bény sur Mer, Normandie, FRANCE, prise en charge par les jeunes de l’association Westlake Brothers Souvenir.
29 avril 2012 : Cérémonie aux Fleurs au cimetière de Bény-Reviers, Normandie, FRANCE, à l’initiative du Club Richelieu International Normandie, prise en charge par les jeunes de l’association Westlake Brothers Souvenir.
9 mai 2012 : Cérémonie du Souvenir Square Camille Blaisot à Caen, Normandie, FRANCE, prise en charge par les jeunes de l’association Westlake Brothers Souvenir, avec le soutien de la municipalité de Caen.
25 mai 2012 : Cérémonie du lycée Victor Lépine, devant l’Espace Westlake, Normandie, FRANCE,  prise en charge par les jeunes de l’association Westlake Brothers Souvenir.
26 mai 2012 : Marche Bill Ross, d’Anisy à Bernières sur Mer, via Anguerny, Anisy, Colomby/Thaon, Basly et Bény sur Mer, Normandie, FRANCE, hommage aux QOR, aux La Chaudière, et au Fort Garry Horse, prise en charge par les jeunes de l’association Westlake Brothers Souvenir, et l’association de La Maison des Canadiens.
26 mai 2012 : Cérémonie à la lanterne, devant la Maison des Canadiens de Bernières sur Mer, Normandie, FRANCE, (à l’issue de la Marche Bill Ross), prise en charge par les jeunes de l’association Westlake Brothers Souvenir et l’association de la Maison des Canadiens.
2 juin 2012 : Cérémonie d’hommage au Régiment de Maisonneuve, au Monument d’hommage au Régiment de Maisonneuve, Etavaux, Normandie, FRANCE,  prise en charge par les jeunes de l’association Westlake Brothers Souvenir.
2 juin 2012 : Inauguration d’une brique d’hommage à G. Chartrand au Centre Juno Beach de Courseulles-sur-Mer, Normandie, FRANCE.
4 juin, 2012 : Inauguration d’une plaque d’hommage à Bud Hannam à Basly, Normandie, FRANCE,  prise en charge par les jeunes de l’association Westlake Brothers Souvenir et l’association de la Maison des Canadiens.
5 juin 2012 : cérémonie de Buron Saint-Contest, prise en charge en partie par le Conseil municipal des Jeunes de Saint-Contest, du Comité Juno Canada, Normandie, FRANCE, avec le soutien de l’association Westlake Brothers Souvenir.
5 juin 2012 : Cérémonie à Tailleville, place Alphonse-Noël, hommage au North Shore Regiment, à l’initiative de la municipalité de Douvres-la-Délivrande, Normandie, FRANCE, prise en charge par les jeunes de l’association Westlake Brothers Souvenir.
5 juin 2012 : Cérémonie d’inauguration d’une plaque d’hommage au Régiment de La Chaudière (Régiment de la Chaudière), sur la Maison des Canadiens, Normandie, FRANCE, prise en charge par les jeunes de l’association Westlake Brothers Souvenir et l’association de La Maison des Canadiens.
6 juin 2012, 8h : cérémonie devant la maison des Canadiens à Bernières-sur-Mer, Normandie, FRANCE, prise en charge par les jeunes de l’association Westlake Brothers Souvenir et l’association de la Maison des Canadiens et les Queen’s Own Rifles of Canada.
6 juin 2012 : cérémonie au Mesnil-Patry, Normandie, FRANCE, hommage aux Queen's Own Rifles of Canada et au First Hussars à l’initiative de la municipalité, prise en charge par les jeunes de l’association Westlake Brothers Souvenir, avec le soutien des Queen’s Own Rifles of Canada.
6 juin 2012, 22h : cérémonie devant la maison des Canadiens à Bernières-sur-Mer, Normandie, FRANCE, prise en charge par les jeunes de l’association Westlake Brothers Souvenir et l’association de La Maison des Canadiens, avec les Queen’s Own Rifles of Canada.
7 juin 2012 : cérémonie de Bretteville-L’Orgueilleuse, Normandie, FRANCE, à l’initiative de l’association des Anciens Combattants de Bretteville et de la municipalité, prise en charge par les jeunes de l’association Westlake Brothers Souvenir.
8 juin 2012 : Cérémonie d’hommage au Régiment de La Chaudière, devant le Monument d’hommage aux soldats canadiens des Régiments de la Chaudière, des Queen’s Own Rifles, au carrefour de la D9 et D14, à Carpiquet, Normandie, FRANCE, prise en charge par les jeunes de l’association Westlake Brothers Souvenir.
8 septembre 2012 : Cérémonie d'hommage aux soldats Trainor et Yéo de l'Ile du Prince Edouard, au cimetière militaire canadien de Bény-Reviers, Normandie, FRANCE,  à l'initiative des Scouts de l'Île du Prince Edouard, prise en charge pas les jeunes de l'association Westlake Brothers Souvenir.
4 novembre 2012 : cérémonie du Souvenir Canadien, au cimetière militaire de Cintheaux, Normandie, FRANCE, prise en charge par les jeunes de l'association Westlake Brothers Souvenir
12 novembre 2012 : cérémonie du Souvenir Canadien, devant l'Espace Westlake du lycée Victor-Lépine de Caen, Normandie, FRANCE, prise en charge par les jeunes de l'association Westlake Brothers Souvenir
- Programme 2011

12 mars 2011 : cérémonie d’hommage aux alliés devant le Guilhall Cenotaph de Portsmouth, ANGLETERRE, prise en charge par les jeunes de l’association Westlake Brothers Souvenir.
9 avril 2011 : Cérémonie aux Fleurs, à l’initiative du Club Richelieu International Normandie, prise en charge par les jeunes de l’association Westlake Brothers Souvenir, cimetière militaire canadien de Bény-Reviers, Normandie, FRANCE.
13 avril 2011 : Cérémonie du Souvenir devant le Monument du Royal Engineers à Arromanches les Bains, Normandie, FRANCE, prise en charge par les jeunes de l’association Westlake Brothers Souvenir et le lycée Victor-Lépine de Caen.
14 avril 2011 : Cérémonie du Souvenir devant le Monument du Hertfordshire, à Ver-sur-Mer, Normandie, FRANCE, prise en charge par les jeunes de l’association Westlake Brothers Souvenir et le lycée Victor Lépine de Caen.
15 avril 2011 : Cérémonie du Souvenir, Monument des Marins canadiens, Courseulles-sur-Mer, Normandie, FRANCE, prise en charge par les jeunes de l’association Westlake Brothers Souvenir et le lycée Victor Lépine de Caen.
16 avril 2011 : Cérémonie du Souvenir, Monument « La Flamme », Hommage au « Commando Kieffer », Ouistreham, Normandie, FRANCE, prise en charge par les jeunes de l’association Westlake Brothers Souvenir et le lycée Victor-Lépine de Caen.
22 mai 2011 : Marche Bill Ross, d’Anisy à Bernières-sur-Mer, via Anguerny, Colomby/Thaon, Basly, Bény sur Mer, Normandie, FRANCE, prise en charge par les jeunes de l’association Westlake Brothers Souvenir, sur les traces des Queens’ Own, des Forts Gary Horse, du régiment de La Chaudière, 11 haltes commémoratives.
22 mai 2011 : Cérémonie à la lampe-tempête, prise en charge par les jeunes de l’association Westlake Brothers Souvenir, Maison des Canadiens, Bernières-sur-Mer, Normandie, FRANCE.
27 mai 2011 : Cérémonie du Souvenir canadien, prise en charge par les jeunes de l’association Westlake Brothers Souvenir et les élèves du lycée Victor-Lépine de Caen, Espace Westlake, Lycée Victor-Lépine de Caen, Normandie, FRANCE.
28 mai 2011 : Cérémonie d’inauguration d’une plaque d’hommage au village de Savigny-le-Vieux qui a protégé des enfants juifs durant la Seconde Guerre Mondiale, Savigny-le-Vieux, Normandie, FRANCE, prise en charge par les jeunes de l’association Westlake Brothers Souvenir.
5 juin 2011 : Cérémonie bilingue du Souvenir Canadien, hommage au North Shore Regiment, Tailleville, Normandie, FRANCE, place Alphonse Noël, à l’initiative de la municipalité de Douvres-la-Délivrande, prise en charge par les jeunes de l’association Westlake Brothers Souvenir,
6 juin 2011, 8h : Cérémonie du Souvenir Canadien, à l’initiative du régiment des Queen’s Own Rifles avec la participation active de l’association Westlake Brothers Souvenir, Maison des Canadiens, Bernières-sur-Mer, Normandie, FRANCE.
6 juin 2011 : Cérémonie du Souvenir Canadien, hommage aux Queen’s Own Rifles, aux First Hussars, prise en charge par les jeunes de l’association Westlake Brothers Souvenir, avec le soutien actif des Queen’s Own Rifles, Monument canadien, Le Mesnil-Patry Normandie, FRANCE.
6 juin 2011, 22h : Cérémonie du Souvenir Canadien, prise en charge par les jeunes de l’association Westlake Brothers Souvenir et le régiment des Queen’s Own Rifles, Maison des Canadiens, Bernières-sur-Mer, Normandie, FRANCE.
7 juin 2011 : Cérémonie du Souvenir Canadien, à l’initiative de l’Association des Anciens Combattants de Bretteville l’Orgueilleuse, avec le soutien actif de la municipalité de Bretteville-L’orgueilleuse, Normandie, FRANCE, prise en charge par les jeunes de l’association Westlake Brothers Souvenir, Monument Canadien, Bretteville-l’Orgueilleuse.
8 juin 2011 : Cérémonie du Souvenir Canadien, à l’initiative de la Mairie de Saint-Contest, prise en charge par le Comité Juno Canada Normandie, avec la participation du Conseil municipal de Saint-Contest, avec le soutien de l’association Westlake Brothers Souvenir, Buron Saint-Contest, Normandie, FRANCE.
9 juillet 2011 : Cérémonie du Souvenir Canadien, Place de l’Ancienne-Boucherie, à Caen, Normandie, FRANCE, prise en charge des jeunes de l’association Westlake Brothers Souvenir.
14 octobre 2011 : Participation des élèves du lycée Victor Lépine de Caen et des membres de l’association Westlake Brothers Souvenir, à la cérémonie d’hommage au Général De Gaulle, à l’initiative de l’ANOCR, devant la Croix de Lorraine de Courseulles-sur-Mer, Normandie, FRANCE.
6 novembre 2011 : cérémonie du Souvenir canadien dans le cadre des cérémonies du 11 novembre, au cimetière militaire canadien de Cintheaux, Normandie, FRANCE,  prise en charge par les jeunes de l’association Westlake Brothers Souvenir.
- Programme 2011 au CANADA

Première cérémonie au Monument Commémoratif de Guerre, le 19 juillet 2011 : Ottawa, ONTARIO,
La Seconde cérémonie à Moss Park Armouries,  le 22 juillet 2011 : Toronto, ONTARIO.
La Troisième cérémonie : Parc Westlake le 23 juillet 2011 : Toronto, ONTARIO,
Quatrième cérémonie  devant le Royal Canadian Horse Artillery Monument (Royal Canadian Horse Artillery Monument) le 25 juillet 2011 : Kingston, ONTARIO
Cinquième cérémonie  devant la Plaque mémoriale du régiment des Fusiliers Mont-Royal dans le Manège Militaire des Fusiliers Mont-Royal, le 26 juillet 2011 : Montréal, QUEBEC
Sixième cérémonie devant le Monument Franco-Canadien au Parc Lafontaine, le 26 juillet 2011 : Montréal, QUEBEC
Septième cérémonie à l’Hôpital Fédéral des Vétérans, le 28 juillet 2011 : Sainte-Anne de Bellevue, QUEBEC
Huitième cérémonie au Cénotaphe de Shawinigan, 62e RAC, le 30 juillet 2011 : Shawinigan, QUEBEC
Neuvième cérémonie à la Croix de Vimy, Citadelle de Québec, Royal 22ème Régiment, le 31 juillet 2011 :  Québec, QUEBEC
Dixième et dernière cérémonie au Cénotaphe du Régiment de La Chaudière, Parc Paul Mathieu, le 1er août 2011 : Beauceville, QUEBEC
- Programme 2010

Du 9 au 12 février 2010 : De l’Emigration à la Libération. Il s’agit de marcher sur les pas de nos « ancêtres » canadiens-français qui sont partis de Normandie pour le Canada au XVIIe avant de revenir deux fois au cours du XXe (Première et Deuxième Guerre Mondiale) pour aider à libérer notre pays. 
Sortie de 4 jours, de Tourouvre au Centre Juno Beach de Courseulles-sur-Mer, en passant par Vimy, Baumont-Hamel et Dieppe, FRANCE. Au programme 4 commémorations prises en charge par les jeunes. Avec le soutien de la Région et de WBS dont certains membres sont élèves du lycée Victor-Lépine de Caen.
10 février 2010 : cérémonie à Vimy
10 février : cérémonie à Beaumont-Hamel
11 février : cérémonie au cimetière militaire canadien de Dieppe
20 mars 2010 : commémoration devant le Cénotaphe de Portsmouth, ANGLETERRE, prise en charge par les jeunes membres de WBS.
10 avril 2010 : cimetière militaire canadien de Cintheaux, Normandie, FRANCE, à l’initiative du Club Richelieu International Normandie, prise en charge par les jeunes membres de WBS, avec la participation du Auldalliance Pipes and Drums.
8 mai 2010 : hommage au sergent Cosens au cimetière de Groesebeck, Pays-Bas, pris en charge par les jeunes membres de WBS
8 mai 2010 : participation active à la cérémonie des Queen’s Own Rifles of Canada à Mooshof, ALLEMAGNE.
23 mai 2010 : cérémonie d’hommage au British Columbia Regiment devant le Monument du BCR à Rouvres, Normandie, FRANCE, prise en charge par les jeunes membres de WBS.
28 mai 2010 : commémoration au lycée Victor Lépine de Caen, Normandie, FRANCE, devant l’Espace Westlake, prise en charge par les membres de WBS.
30 mai 2010 : Marche Bill Ross. Il s'agit de marcher d’Anisy à Bernières-sur-Mer, Normandie, FRANCE, « remonter le temps » sur les traces des régiments de La Chaudière, des Fort Garry Horse et des Queen’s Own Rifles of Canada le 6 juin 1944.
30 mai 2010 : cérémonie à la lampe tempête, devant la Maison des Canadiens de Bernières/Mer, Bernières-sur-Mer, Normandie, FRANCE.
4 juin 2010 : cérémonie du Mesnil-Patry, Normandie, FRANCE, à l’initiative de la Municipalité, prise en charge par les jeunes membres de WBS, avec le soutien actif des Queen’s Own Rifles et la participation du Pegasus Pipes and Drums.
5 juin 2010 : participation active à la cérémonie du cimetière militaire de Cintheaux, Normandie, FRANCE, à l’initiative du Comité Juno Normandie Canada.
5 juin 2010 : participation à la cérémonie d’inauguration de l’espace Bud Hannam, à Basly, Normandie, FRANCE, à l’initiative de la municipalité de Basly, prise en charge de la partie anglaise et d’une partie des textes français par WBS.
5 juin 2010 : encadrement par les jeunes membres de WBS, de la partie réservée aux enfants du Conseil Municipal Des Jeunes de Saint-Contest, au cours de la cérémonie de Buron - Saint-Contest, Normandie, FRANCE. Prise en charge de la cérémonie par le Comité Juno Normandie Canada.
5 juin 2010 : lecture d’un texte au cours de la cérémonie patriotique de Bretteville-L’Orgueilleuse, Normandie, FRANCE, à l’initiative des Anciens Combattants de Bretteville L’Orgueilleuse.
6 juin 2010 à 8 heures : cérémonie des QOR devant la Maison des Canadiens à Bernières/Mer, Normandie, FRANCE, prise en charge pour la partie française et une partie de la version anglaise par les membres de WBS.
6 juin 2010 : cérémonie d’inauguration de la Cote de Cindais (Jardin du Souvenir avec 28 plaques commémoratives) à Saint-Martin-de-Fontenay, à l’initiative de la municipalité de Saint-Martin-de-Fontenay, Normandie, FRANCE. Prise en charge de la cérémonie par le Comité Juno Normandie Canada.
6 juin 2010 : cérémonie pour la paix, à Ver/Mer, à l’initiative du Comité du Débarquement, avec la participation des enfants de CM2 de Ver/Mer, Normandie, FRANCE, prise en charge par les jeunes membres de WBS.
6 juin 2010 à 22 heures : cérémonie canadienne devant la Maison des Canadiens à Bernières/Mer, Normandie, FRANCE, prise en charge par les membres de WBS et les QOR, au cours de laquelle la lampe-tempête sera éteinte ; avec la participation du Pegasus Pipes and Drums et la présence de Gilbert BOULANGER, vétéran Canadien.
7 juin 2010 : cérémonie du souvenir canadien à Colomby-sur-Thaon, Normandie, FRANCE, prise en charge par les élèves de CM2 de l’école d’Anisy, avec le soutien de WBS.
8 juin 2010 : cérémonie de Bretteville L’Orgueilleuse, Normandie, FRANCE, à l’initiative de l’Amicale des Anciens Combattants de Bretteville L’Orgueilleuse, prise en charge par les élèves de l’école primaire de Bretteville-L’Orgueilleuse, avec le soutien de WBS.
18 juin 2010 à 10 heures : 5 jeunes membres de WBS, invités par l’Ambassade de France à Londres, ANGLETERRE, assistent officiellement aux cérémonies de commémoration du 70e anniversaire de l’Appel du 18 Juin du Général de Gaulle, à Londres.
7 novembre 2010, 11 heures, : cérémonie du souvenir Cimetière de Bény-Reviers, prise en charge par les jeunes membres de WBS.
- Programme 2009

28 mars 2009 : cérémonie au Cénotaphe de Portsmouth, ANGLETERRE, prise en charge par les élèves du lycée Victor Lépine de Caen et les membres de WBS.
25 avril 2009 : cérémonie aux ballons au cimetière canadien de Bény-Reviers et devant les tombes canadiennes du cimetière du Commonwealth de Douvres la Délivrande, Normandie, FRANCE, pris en charge par le Club Richelieu et les jeunes membres de WBS.
9 mai 2009 : cérémonie franco-allemande de réconciliation au cimetière de La Cambe, Normandie, FRANCE, prise en charge par les jeunes membres de WBS.
11 mai 2009 : marche double (Départ des lycées Victor Lépine et Camille Claudel) du Souvenir dans Caen, Normandie, FRANCE, avec commémoration commune au Château de Caen, prise en charge par des lycées et les membres de WBS.
19 mai 2009 : cérémonie du Souvenir au cimetière britannique d’Hermanville-sur-Mer, Normandie, FRANCE, prise en charge par les élèves du lycée Victor Lépine de Caen et les jeunes membres de WBS.
31 mai 2009 : marche Bill Ross, « Sur les traces des La Chaudière et des Queen’s Own », d’Anisy à Bernières-sur-Mer, Normandie, FRANCE, prise en charge par les élèves des lycées de V. Lépine et de C. Claudel de Caen.
31 mai 2009 : cérémonie à la lanterne, à Bernières sur Mer, Normandie, FRANCE, devant la Maison des Canadiens, prise en charge par des élèves des lycées V. Lépine et C. Claudel et les membres de WBS.
5 juin 2009 : cérémonie d’inauguration de plaque et d’hommage à Bill Ross, vétéran des Queen’s Own Rifles, dans Anguerny, Normandie, FRANCE, avec les CM2 d'Anisy et les jeunes membres de WBS.
5 juin 2009 : cérémonie du Mesnil-Patry, Normandie, FRANCE, prise en charge par les jeunes membres de WBS.
6 juin 2009 : cérémonie de Bernières-sur-Mer, Normandie, FRANCE, devant la Maison des Canadiens, prise en charge par les jeunes membres de WBS et le régiment des Queen's Own Rifles.
6 juin 2009 : cérémonie de Bernières-sur-Mer, Normandie, FRANCE, devant la Maison des Canadiens, prise en charge par les jeunes membres de WBS et le régiment des Queen's Own Rifles.
7 juin 2009 : cérémonie d’inauguration d’une plaque commémorative au lycée Victor-Lépine de Caen, Normandie, FRANCE, par les élèves du lycée et les jeunes membres de WBS.
8 juin 2009 : cérémonie à Bretteville L’Orgueilleuse, Normandie, FRANCE, avec les enfants de l’école primaire et les jeunes membres de WBS.
8 novembre 2009 : Commémoration du Souvenir au cimetière militaire canadien de Cintheaux, Normandie, FRANCE, à l’initiative de Guy Arcand, Président de la Société d’Histoire Militaire Mauricienne (Québec), prise en charge par WBS.
- Programme 2008

30 mai 2008 : cérémonie au lycée Victor Lépine de Caen, Normandie, France, organisée par les élèves du lycée Victor-Lépine et avec le soutien de l’association Westlake Brothers Souvenir. 
5 juin 2008 : cérémonie du souvenir au Mesnil-Patry, Normandie, FRANCE, prise en charge par les jeunes de l'association Westlake Brothers Souvenir.
6 juin 2008 : cérémonie devant la Maison des Canadiens, à Bernières-sur-Mer, Normandie, FRANCE, prise en charge par les jeunes de l'association Westlake Brothers Souvenir, à l’initiative du Régiment des Queen's Own Rifles of Canada.
6 juin 2008 : cérémonie du souvenir devant le monument d’hommage aux Canadiens à Basly, Normandie, FRANCE, prise en charge par les élèves du lycée Victor Lépine de Caen, l'association Westlake Brothers Souvenir et la classe de CM2 d'Anisy ont organisé la cérémonie de commémoration du village.
6 juin 2008 : cérémonie à Bernières-sur-Mer, Normandie, FRANCE, devant la maison des Canadiens, pris en charge par les collégiens du collège Elie Faure de Sainte-Foy-la-Grande, Gironde, France, l'association Westlake Brothers Souvenir, le Régiment des Queen's Own Rifles of Canada.
7 juin 2008 :  cérémonie du souvenir devant la ferme de Beauvoir, à Saint-Martin de Fontenay, Normandie, FRANCE, prise en charge par les élèves du lycée Victor Lépine de Caen, à l'initiative du Forum Un Monde en Guerre, avec le soutien de l'association Westlake Brothers Souvenir. 
7 juin 2008 : cérémonie du souvenir devant le Monument des Canadiens à Bretteville-L'Orgueilleuse, Normandie, FRANCE, prise en charge par les jeunes de l'association Westlake Brothers Souvenir et les élèves de CE1 et CM1 de l'école primaire de Bretteville-L'Orgueilleuse, à l'initiative de l'association des Anciens Combattants de Bretteville-L'Orgueilleuse.
9 juin 2008 : cérémonie au cimetière militaire canadien de Cintheaux, Normandie, FRANCE, prise en charge par les plus jeunes membres de l'association Westlake Brothers Souvenir (entre 8 et 13 ans).
- Programme 2007

5 avril 2007 : cérémonie aux bougies au cimetière canadien de Bény-Reviers, Normandie, FRANCE, à l’initiative de la Fondation Canadienne des Champs de Bataille, avec la participation du régiment du Queen’s Own Rifles of Canada, du Comité Juno Canada Normandie et de l’Association Westlake Brothers Souvenir.
13 mai 2007 : cérémonie du souvenir au lycée Victor-Lépine de Caen, Normandie, FRANCE, prise en charge par les élèves du lycée Victor Lépine de Caen et les jeunes membres de Westlake Brothers Souvenir avec les élèves de l’école Paul Le Jeune de Saint-Tite, Québec.
13 mai 2007 : cérémonie au cimetière canadien de Cintheaux, Normandie, FRANCE, prise en charge par les élèves de Paul Le jeune, Saint-Tite, Québec, les élèves du lycée Victor Lépine de Caen et l’association Westlake Brothers Souvenir.
13 mai 2007 : cérémonie du souvenir à Bretteville-L’Orgueilleuse, Normandie, FRANCE, à l’initiative de l’Amicale des Anciens Combattants de la ville, des élèves du lycée Victor-Lépine de Caen et de PaulLe Jeune de Saint-Tite, Québec, avec le soutien de l’association Westlake Brothers Souvenir.
14 mai 2007 : cérémonie du souvenir à l’abbaye d’Ardenne, Saint Germain-la-Blanche-Herbe, Normandie, FRANCE, prise en charge par les  élèves de l’école Paul Le Jeune, Saint-Tite, Québec, les jeunes élèves du lycée Victor-Lépine de Caen et les jeunes membres de l’association Westlake Brothers Souvenir.
16 mai 2007 : cérémonie au Centre Juno Beach de Courseulles-sur-Mer, Normandie, France, organisée conjointement par les jeunes élèves de l’école Paul Le Jeune, Saint-Tite, Québec, les élèves du lycée Victor-Lépine de Caen et les membres de l’association Westlake Brothers Souvenir.
5 juin 2007 : cérémonie au Mesnil-Patry, Normandie, FRANCE, prise en charge par les élèves du lycée Victor Lépine de Caen et l’association Westlake Brothers Souvenir.
6 juin 2007 : cérémonie aux bougies, prise en charge par les élèves du lycée Victor-Lépine de Caen, l’association Westlake Brothers Souvenir et le régiment des Queen’s Own Rifles, devant la Maison des Canadiens, Bernières-sur-Mer, Normandie, FRANCE.
7 juin 2007 : cérémonie du souvenir à Anisy, Normandie, FRANCE, prise en charge par  les élèves du lycée Victor-Lépine de Caen, l’association Westlake Brothers Souvenir et les élèves de la classe de CM2 d’Anisy.
8 juin 2007 : cérémonie du souvenir à Colomby-sur-Thaon, Normandie, FRANCE, prise en charge par les élèves du lycée Victor-Lépine de Caen, l’association Westlake Brothers Souvenir et les élèves de la classe de CM2 d’Anisy.